# 加拉廷里弗蘭奇 (蒙大拿州)
加拉廷里弗蘭奇（英語：Gallatin River Ranch）是位於美國蒙大拿州加拉廷縣的普查規定居民點。

## 人口
根據2020年美國人口普查的數據，加拉廷里弗蘭奇的面積為18.43平方千米，當中陸地面積為18.33平方千米，而水域面積為0.10平方千米。當地共有人口117人，而人口密度為每平方千米6.35人。